# Pomnik Polegli Niepokonani w Warszawie

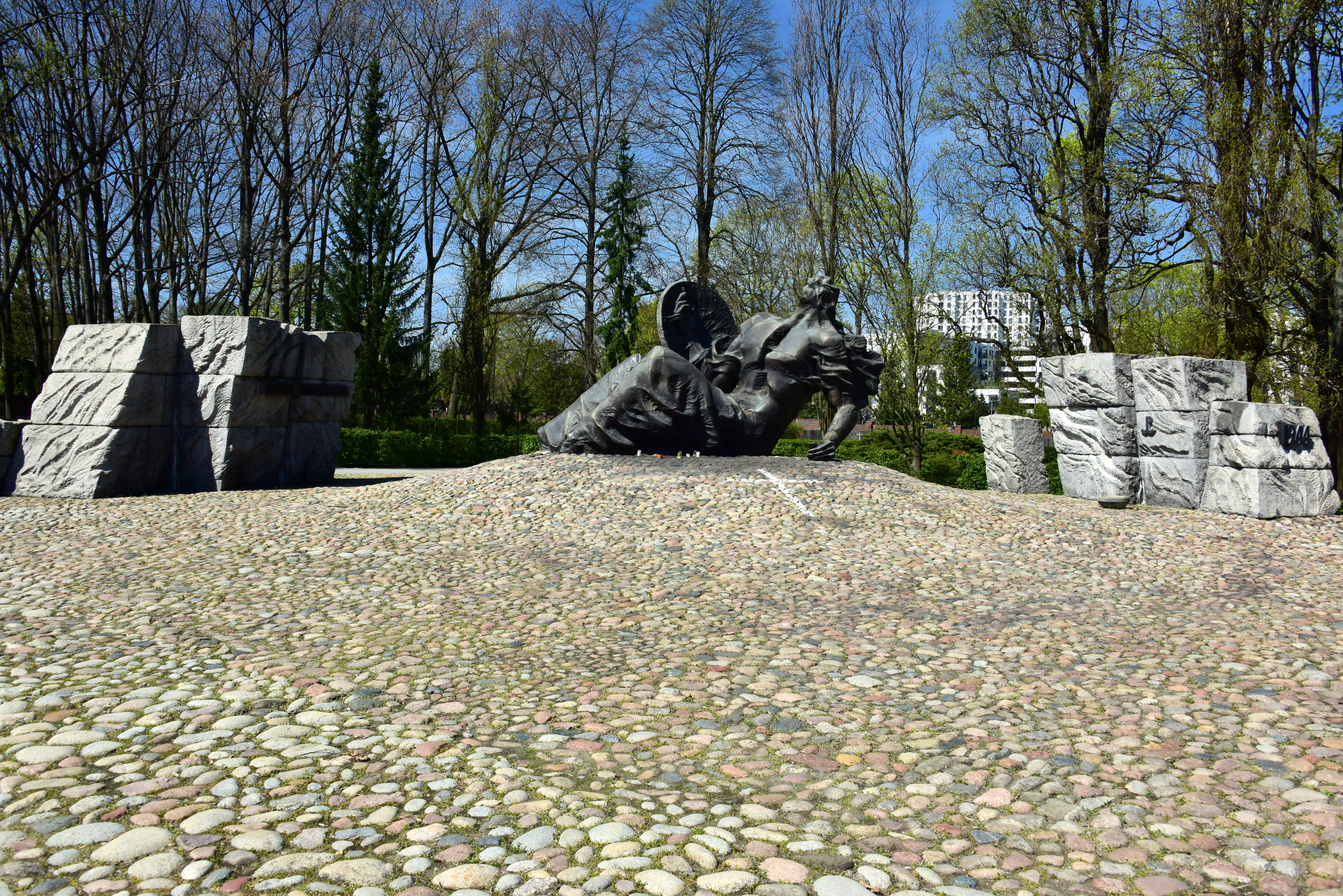
Kurhan i otoczenie pomnika

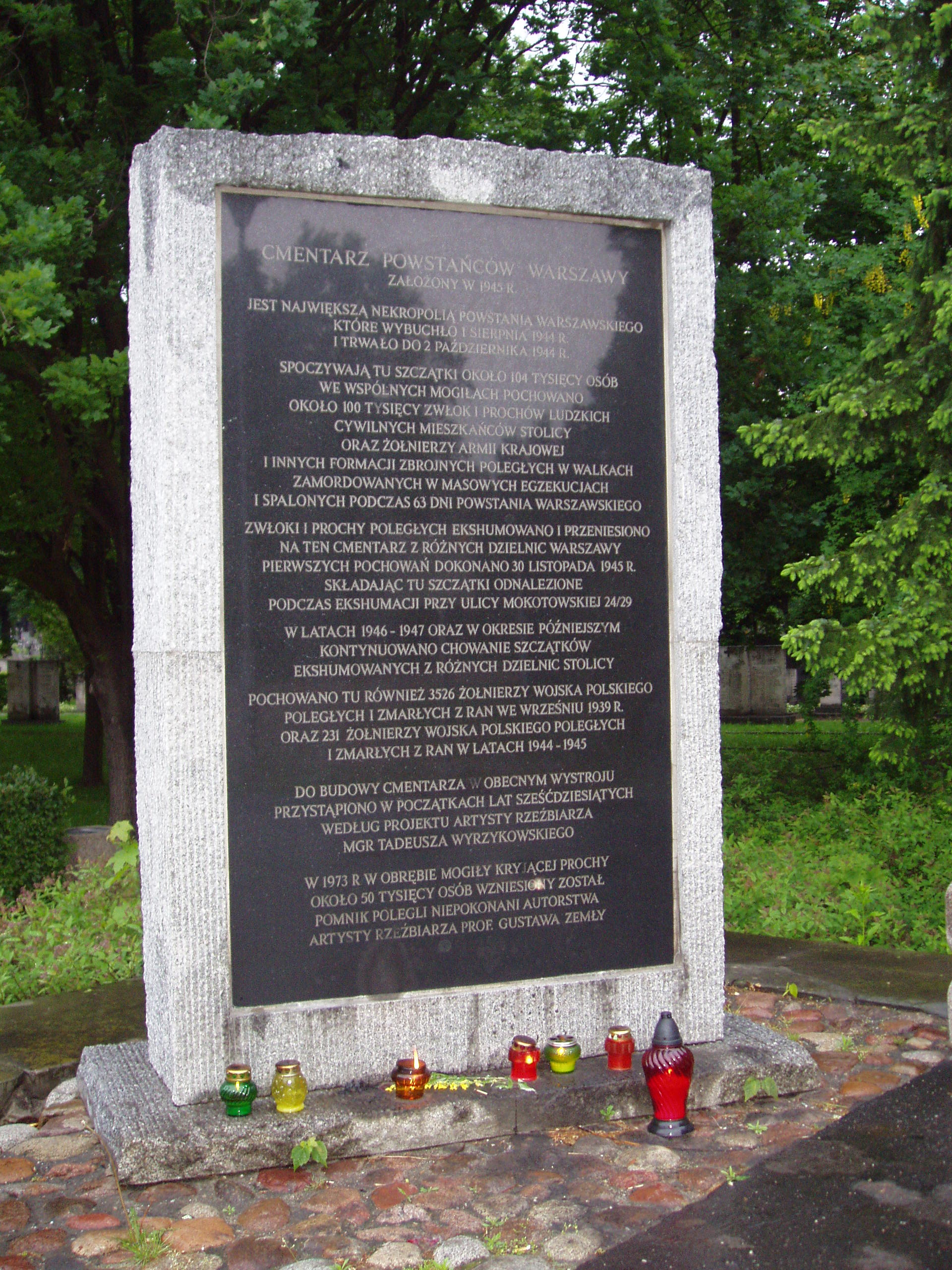
Tablica w pobliżu kurhanu

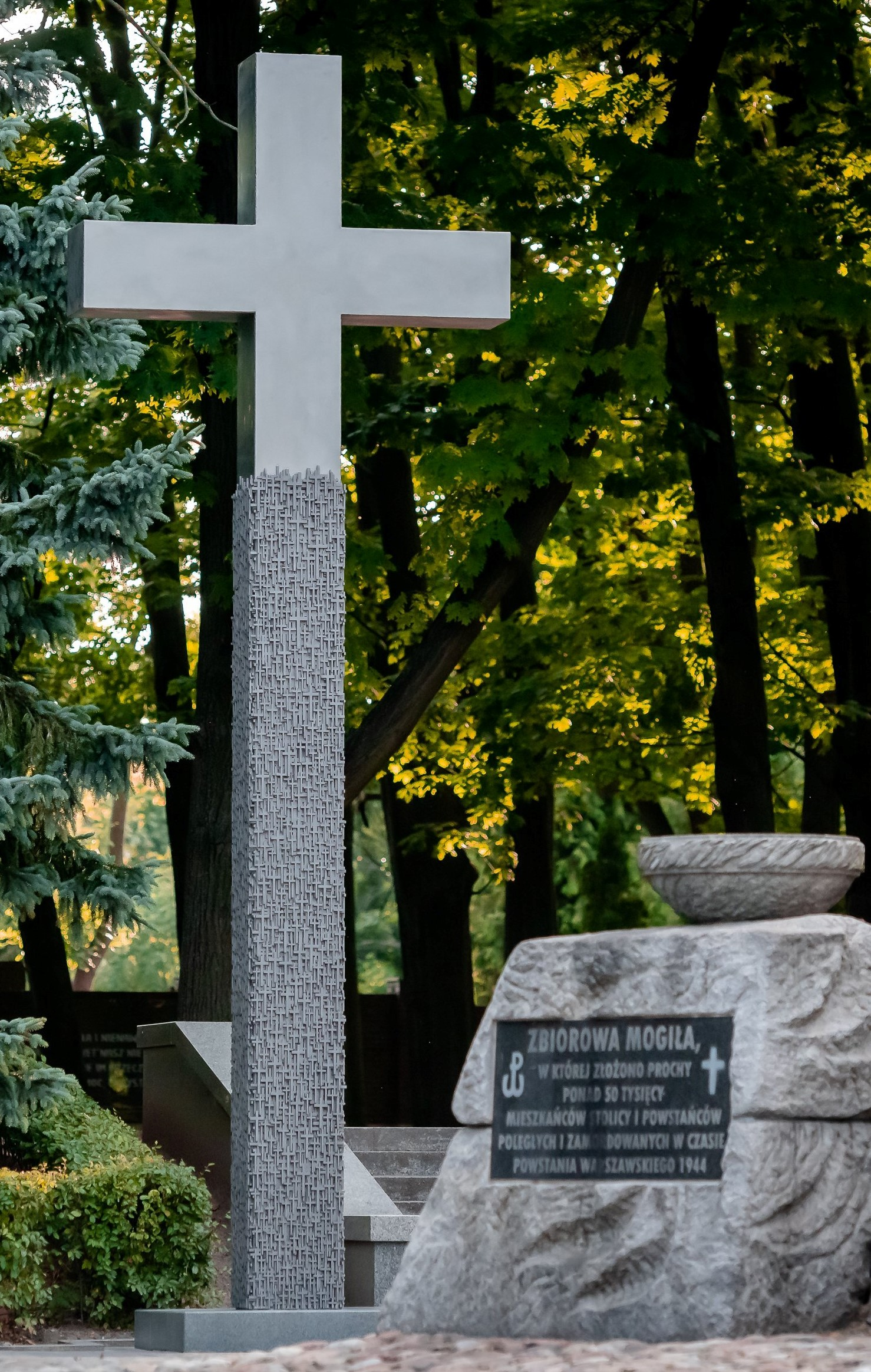
Krzyż przy kurhanie

Pomnik Polegli Niepokonani (funkcjonuje również nazwa „Polegli Niepokonani 1939–1945”) – pomnik projektu Gustawa Zemły, znajdujący się w Warszawie.

## Lokalizacja pomnika
Pomnik usytuowany jest na terenie cmentarza Powstańców Warszawy i ludności cywilnej poległej i pomordowanej głównie w czasie powstania warszawskiego, wśród zieleni rozległego parku, w pobliżu skrzyżowania ulic Wolskiej i Józefa Sowińskiego. Cmentarz otoczony jest z dwóch stron przez cmentarz Wolski. Pomnik widoczny jest z ulicy Wolskiej.

## Opis
Pomnik jest usytuowany na szczycie kurhanu wyłożonego kostką brukową, jakiej używano niegdyś do brukowania ulic, i przedstawia dużą wyrwę w rozerwanej z szarych granitowych bloków barykadzie, którą zasłania półleżąca postać wojownika z tarczą odlaną w brązie. Konający mężczyzna własnym ciałem zasłania wyrwę w barykadzie, ma twarz skierowaną ku niebu, trzymana przez niego tarcza zasłania kierunek zachodni, co sugeruje atak ze strony Niemców. Symboliczne znaczenie ma również fakt, że mężczyzna nie ma miecza. Całość symbolizuje pełną poświęcenia walkę obronną ludności Warszawy.
Wokół pomnika ułożono bruk zebrany z wolskich ulic, na którym była rozlewana krew mieszkańców Warszawy. W tle pomnika umieszczony został też duży krzyż.
Pomnik został wykonany w Zakładach Mechanicznych im. Marcelego Nowotki.

## Historia
Cmentarz powstał w 1945 roku. Pierwszy projekt nekropolii i pomnika sporządzili Romuald Gutt i Alina Scholtz (zieleń) w 1946 roku na prośbę płk. Jana Mazurkiewicza ps. "Radosław". Elementem tego projektu był kurhan, na szczycie którego miała stanąć kaplica-mauzoleum, pełniąca jednocześnie funkcję ołtarza polowego. Centralną częścią ołtarza miał być sarkofag umieszczony pod baldachimem podpartym czterema kolumnami. Rozpoczęto prace nad realizacją tego projektu, lecz ostatecznie ich zaniechano, jako oficjalną przyczynę podając brak funduszy.
Usypany wtedy kurhan zaopatrzono w blaszaną tabliczkę z napisem: „Tu spoczywają prochy tysięcy ofiar faszyzmu hitlerowskiego zamordowanych i spalonych w Warszawie 1944 r.”.
W 1973 roku, na fali kolejnej odwilży, na olbrzymim kurhanie, kryjącym 12 ton ludzkich prochów (szczątki 40-50 tysięcy osób), wystawiono rzeźbę Gustawa Zemły Polegli Niepokonani. Pomnik odsłonięto 20 września 1973 roku.
„Za plecami” pomnika ustawiono tablicę z napisem:
„W tym miejscu spoczywają prochy ponad 50 tysięcy Polaków, cywilnych mieszkańców Warszawy oraz żołnierzy Armii Krajowej, poległych za wolność Ojczyzny zamordowanych przez Niemców podczas powstania warszawskiego w sierpniu i wrześniu 1944 r. 
6 VIII 1946 r. złożono tu 117 trumien z prochami osób zamordowanych i spalonych przewiezionych między innymi: z siedziby gestapo w Al. Szucha, ul. Wolskiej, ul. Górczewskiej, Parku Sowińskiego, ze szpitala św. Stanisława (fabryka Franaszka), ul. Moczydło, ul. Młynarskiej.”
W 2001 roku, po latach starań, uzupełniono pomnik Polegli Niepokonani o powstańcze kotwice (umieszczone na barykadzie i tarczy bohatera), a także o krzyże. Przeróbka została wykonana przez autora na wniosek Światowego Związku Żołnierzy Armii Krajowej. Wtedy pojawiła się „korona” siedmiu różnej wielkości granitowych krzyży, które zostały ustawione na blokach powstańczej barykady, a do tarczy wojownika dodano jeszcze z brązu kotwicę Polski Walczącej, a drugą kamienną umieszczono na jednej z dwóch części barykady. Ponadto wymieniono stare tablice z inskrypcjami.
Krzyże były notorycznie niszczone, więc obecnie tylko skromne symbole Polski Walczącej przypominają o okolicznościach śmierci tysięcy warszawiaków.
W 60. rocznicę powstania warszawskiego, w 2004 roku obok kurhanu wykuta została tablica z treścią: 
„Cmentarz Powstańców Warszawy założony w 1945 r. jest największą nekropolią powstania warszawskiego, które wybuchło 1 sierpnia 1944 r. i trwało do 2 października 1944 r. 
Spoczywają tu szczątki ok. 104 tysięcy osób. We wspólnych mogiłach pochowano około 100 tysięcy zwłok i prochów ludzkich cywilnych mieszkańców stolicy oraz żołnierzy Armii Krajowej i innych formacji zbrojnych poległych w walkach, zamordowanych w masowych egzekucjach i spalonych podczas 63 dni powstania warszawskiego. 
Zwłoki i prochy poległych ekshumowano i przeniesiono na ten cmentarz z różnych dzielnic Warszawy. Pierwszych pochowań dokonano 30 listopada 1945 r. składając tu szczątki odnalezione podczas ekshumacji przy ul. Mokotowskiej 24/29. 
W latach 1946–1947 oraz w okresie późniejszym kontynuowano chowanie szczątków ekshumowanych z różnych dzielnic stolicy.
Pochowano tu również 3526 żołnierzy Wojska Polskiego poległych i zmarłych z ran we wrześniu 1939 r. oraz 231 żołnierzy Wojska Polskiego poległych i zmarłych z ran w latach 1944–1945. 
Do budowy cmentarza w obecnym wystroju przystąpiono w początkach lat sześćdziesiątych według projektu artysty rzeźbiarza mgr Tadeusza Wyrzykowskiego. 
W 1973 r. w obrębie mogiły kryjącej prochy około 50 tysięcy osób wzniesiony został pomnik Polegli Niepokonani autorstwa artysty rzeźbiarza prof. Gustawa Zemły.”
27 lipca 2022 roku dzięki inicjatywie Wojewody Mazowieckiego oraz środkom budżetowym Prezesa Rady Ministrów w pobliżu kurhanu postawiony nowy krzyż, w miejsce usuniętego w 1973 roku. Jego autorem jest Marek Moderau.
Cmentarz i pomnik są miejscem obchodów rocznic wybuchu powstania warszawskiego.